# Sport automobile en Argentine

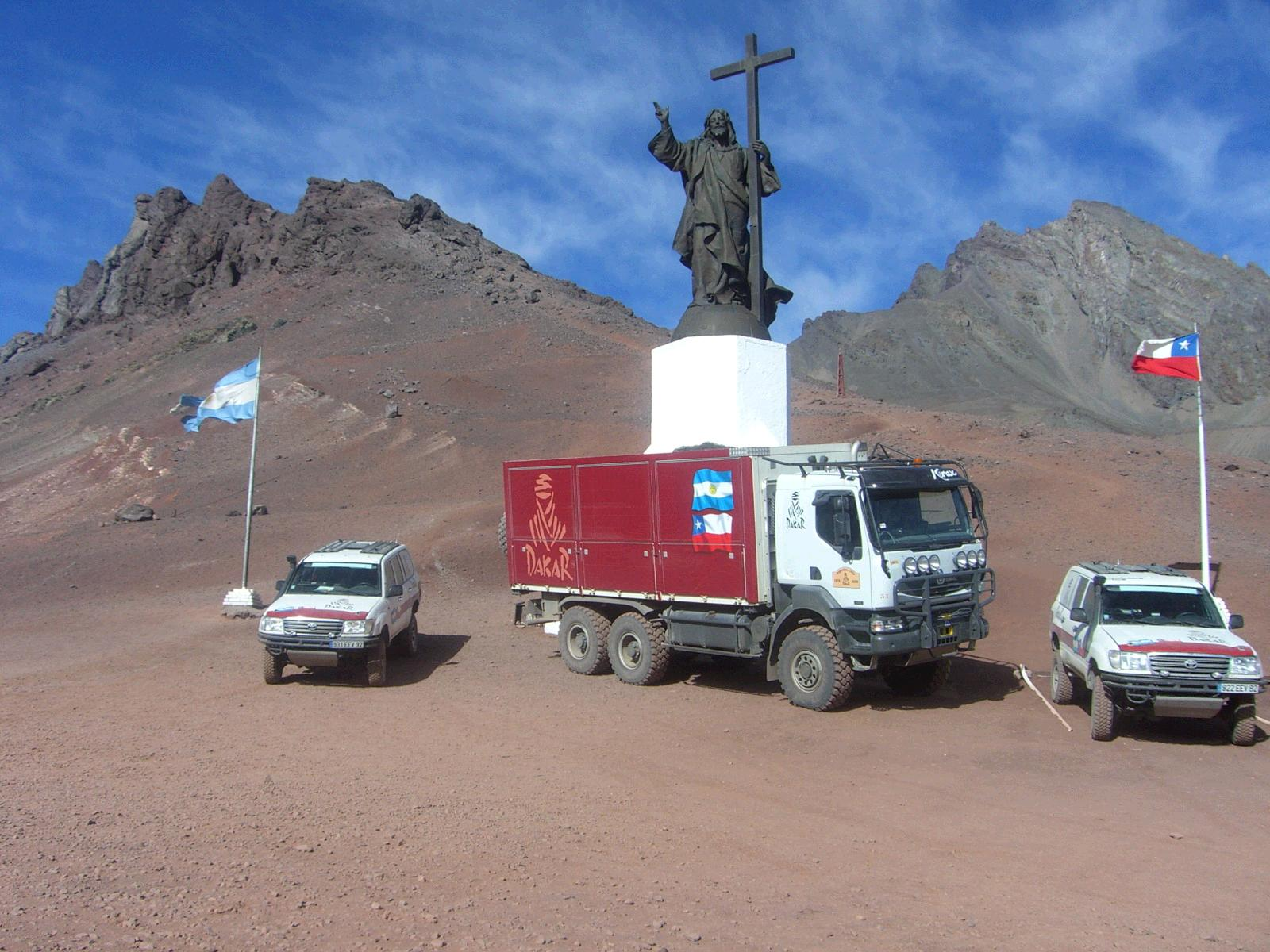
Passage de la frontière entre l'Argentine et le Chili lors du Rallye Dakar 2009.

Le sport automobile en Argentine remonte au début du XXe siècle, neuf ans après l'entrée de la première voiture dans le pays. Il est par la suite devenu un des sports populaire du pays.

## Histoire

### Les débuts
Les premières voitures en Argentine furent importées en 1887 par Dalmiro Várela Castex, un tricycle à vapeur De Dion-Bouton, et par Eleazar Herrera Motta, une Electric Holzmann. Quelques années plus tard, en 1892, Varela Castex importe une Benz avec une chaudière, en 1895 une Daimler avec allumage à incandescence, et en 1896 une Decauville à moteur à explosion.
L'automobile prend une place prépondérante dans les voyages d'agrément, ses caractéristiques se transforment de la fin des années 1920 et elle est alors adoptée par les couches moyennes.
Le 16 novembre 1901, deux courses automobiles ont eu lieu à l'hippodrome de Belgrano. Dans la première Juan Cassoulet a triomphé au volant d'une Rochester avec un temps de 49 secondes. La deuxième course a eu lieu sur un parcours de 3000 mètres et Marcelo Torcuato de Alvear l'emporte contre Aarón de Anchorena (es).
L'Automobile Club argentin (es) (ACA) est fondé en 1904 par Varela Castex qui en devient le premier président, après plusieurs voyages en Europe afin de rencontrer des entités similaires. La première réunion formelle a eu lieu à la Sociedad Hípica Argentina.
La première course supervisée par l'ACA a eu lieu le 9 décembre 1906. Le parcours longeait le Camino del Bajo, aujourd'hui l'Avenida del Libertador, commençant dans le quartier de La Recoleta et se terminant à Tigre. L'inscription était gratuite et 23 voitures ont participé. Le vainqueur est Manuel Marin au volant d'une Darracq de 20 chevaux.

### Entre-deux-guerres

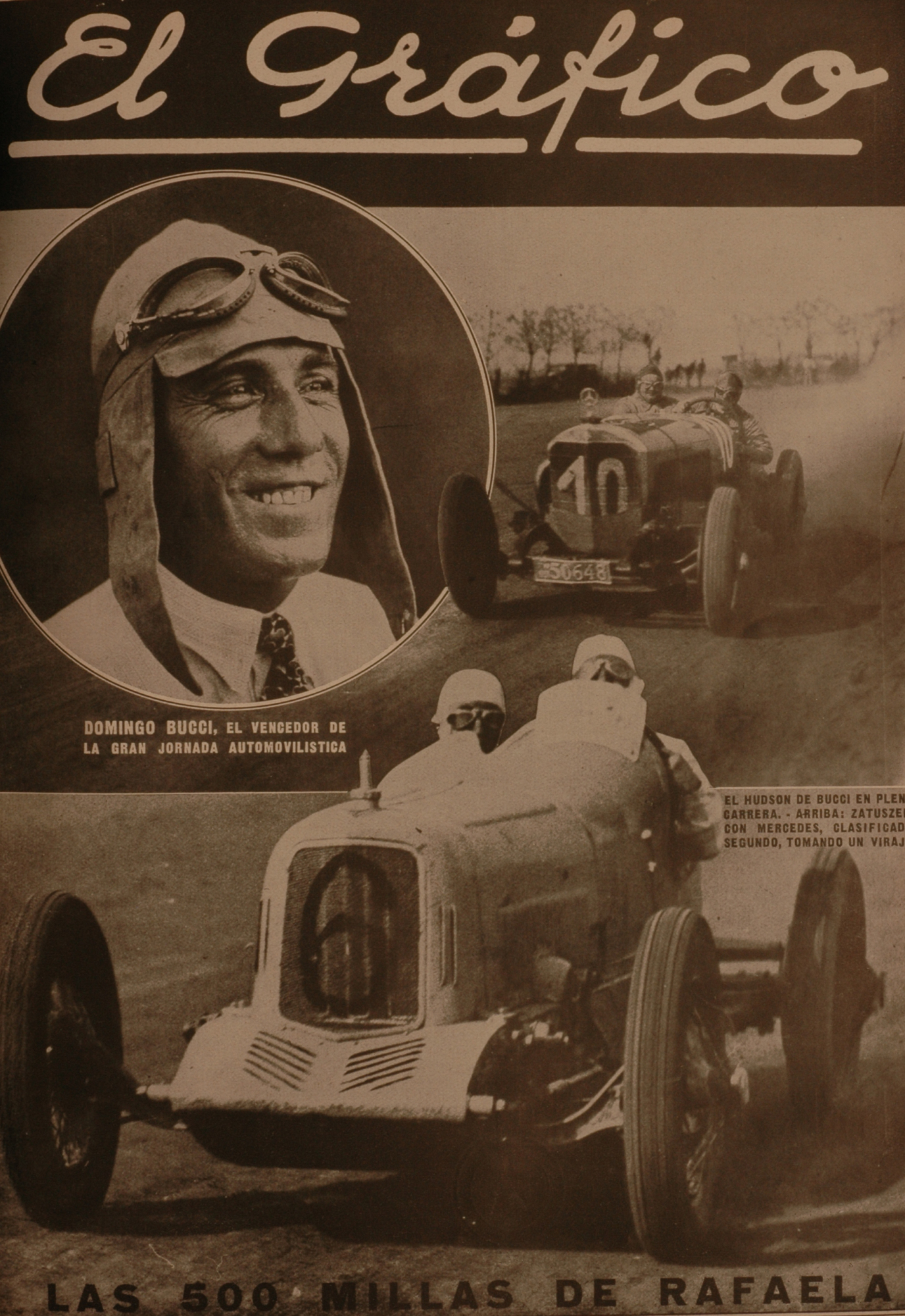
Domingo Bucci à la une dEl Gráfico.

En 1914, l'ACA créa le Grand Prix de l'ACA, une course annuelle qui devait s'étendre sur plus de 500 kilomètres. Entre 1916 et 1923 elle se tient entre les villes de Buenos Aires et Rosario.
Les années 1920 ont été caractérisées par l'incorporation de plus de coureurs, la plupart d'origine modeste, comme dans le cas du mécanicien Domingo Bucci. Beaucoup d'entre eux venaient de l'intérieur du pays motivés par de grosses sommes d'argent.
La première place du Grand Prix ACA de 1924 avait une récompense de 7 500 $, soit plus du double du prix d'une berline Ford à quatre portes de cette année-là. En 1924, la course se tient entre Buenos Aires et Córdoba, elle est alors la plus longue course en Amérique du Sud.
En 1923, les pilotes Martín de Álzaga et Raúl Riganti sont les premiers argentins à participer aux 500 miles d'Indianapolis, suivi par Juan Gaudino (en) en 1932.
En 1925, le pilote italien Pietro Bordino s'est rendu dans ce pays dans le but d'organiser une exposition de son véhicule Fiat à huit cylindres en ligne et 3000 cm3. Mais en raison d'un changement dans la réglementation internationale qui stipulait une limite maximale de 2000 cc. un compresseur de type volumétrique a été ajouté pour maintenir la puissance d'origine, avec 1000 cc.
Le test de vitesse a été effectué sur une section pavée entre les villes de Morón et Bella Vista, le record de l'époque était en charge de l'ACA. La Fiat 805 de Bordino a enregistré 192 km/h. Après une exposition d'un mois dans le centre-ville de Buenos Aires, Bordino est retourné en Italie.
A la fin des années 1920, des courses de Formule libre sont organisées qui seront progressivement regroupées dans un championnat de Formule libre argentine.
En 1930, se tient le premier Grand Prix, le Grand Prix de Buenos Aires, sur le circuit Costanera (en). Juan Malcom l'emporte sur une Delage. En 1935 se déroule la première course internationale, qui se composait de cinq étapes : Buenos Aires - Mendoza - Santiago du Chili - Neuquén - Bahía Blanca - Buenos Aires. La vitesse moyenne était de 60 km/h. Le vainqueur fut Arturo Kruuse (es) sur une Plymouth, accompagné de Castulo Hortal. Kruuse reçu le titre de Champion d'Argentine.
Plus tard, ce type de compétition serait exporté au Brésil, au Paraguay et au Pérou, plus tard, à l'Équateur et à la Colombie.

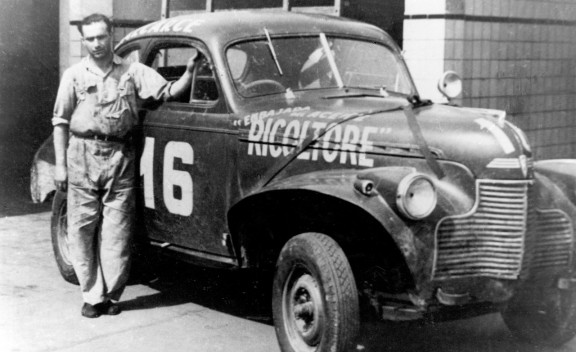
Fangio et son coupé Chevrolet à l'époque des Turismo Carretera (années 1940).

En 1939, se déroule la première édition du Turismo Carretera, le championnat automobile argentin de voitures de tourisme. En 1940, le parcours traversait Buenos Aires, La Paz (Bolivie) et Lima (Pérou) avant de retourner au point de départ. Le départ fut donné au Stade Monumental le 27 septembre, il y avait 92 inscrits. Juan Manuel Fangio remporte la course avec un temps de 109 heures 36 minutes et 16 secondes.
Une autre course continentale fut le Gran Premio de la América del Sur del Turismo Carretera (es) reliant Buenos Aires à Caracas. Organisée par l'ACA, elle s'est déroulée du 20 octobre au 8 novembre 1948 et a traversé six pays (Argentine, Bolivie, Pérou, Équateur, Colombie et Venezuela). Il y avait 141 inscrits, la plupart argentins. Le vainqueur fut Domingo Marimón au volant d'une Chevrolet Master.
En raison de l'histoire complexe de l'Argentine au début du XXe siècle (forte influence allemande et italienne principalement en raison de la présence de nombreux immigrants des deux pays, rivalité avec la Grande-Bretagne), l'Argentine resta neutre dans le conflit jusqu'en janvier 1944, où elle rompt les relations avec les puissances de l'Axe, mais ne leur déclare la guerre que le 27 mars 1945. Pour cette raison de neutralité les courses ont continué de se tenir, jusqu'en 1942 où le président Ramón Castillo décrète l'interdiction de toutes les compétitions automobiles sur l'ensemble du territoire national.
De nombreux pilotes prennent leur retraite, d'autres se consacrent aux courses de bateaux à moteur, ce qui n'est pas interdit malgré le fait qu'ils fonctionnent à l'essence, les moteurs sont inboard et les coques des bateaux sont en bois. Les frères Oscar Alfredo et Juan Gálvez ont participé entre autres à ces compétitions.
Les courses automobiles reprennent après la fin de la Seconde Guerre mondiale.

### Les années d'après guerre et âge d'or

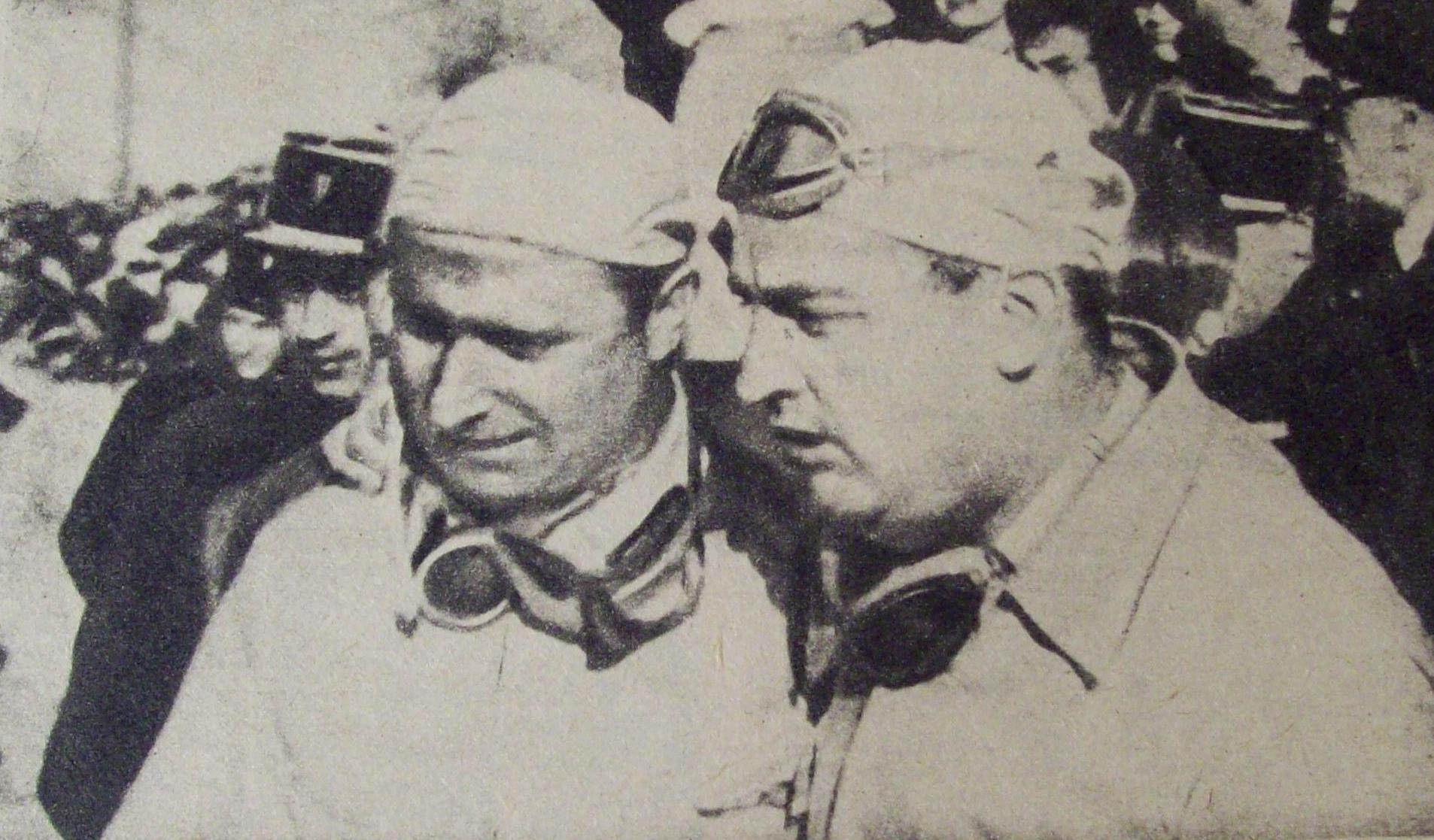
Fangio et González dans les années 1950.

Les Grands Prix reprennent à la fin de l'année 1946 en Amérique du Sud. Les courses se tiennent traditionnellement entre décembre et février correspondant à l'été dans l'hémisphère sud. Cette inversion du calendrier permet à des pilotes renommés (particulièrement italiens tels Luigi Villoresi et Achille Varzi) de concourir. Lors de cette période Oscar Alfredo Gálvez se distingue, mais ne participe pas au premier championnat du monde de Formule 1, à l'inverse de Juan Manuel Fangio qui devient le premier argentin à participer au championnat, dès la première épreuve se déroulant en Grande-Bretagne. Lors de la deuxième manche, le Grand Prix de Monaco, José Froilán González devient le deuxième argentin à prendre part au championnat. Alfredo Piàn blessé à la jambe lors des essais, ne put prendre le départ. Fangio décroche la pole position et remporte la course, et González parti troisième abandonne rapidement. Au cours des quatre autres Grands Prix (en ne comptant pas les 500 miles d'Indianapolis) Fangio remporte encore deux autres courses en France et en Italie.
L'année suivante, Fangio remporte trois Grands Prix sur huit, et devient champion du monde. González remporte également le Grand Prix de Grande-Bretagne, et termine troisième au classement final.
Le premier Grand Prix d'Argentine se déroule en 1953 et constitue la première épreuve extra-européenne, en ne comptabilisant pas Indianapolis, boudé par les pilotes non-américains. Onofre Marimón devient le troisième pilote argentin à monter sur le podium. En 1954, Fangio et González trustent la quasi-totalité du palmarès, en remportant 7 épreuves sur 9, et notamment deux doublés en Allemagne et en Suisse. Fangio remportera par la suite encore trois titres supplémentaires en 1955, 1956, 1957.
Parallèlement au championnat de Formule 1, le Championnat du monde des voitures de sport est créé en 1953, et voit participer la plupart des pilotes de Grand Prix. En 1954, les 1 000 kilomètres de Buenos Aires rentrent au calendrier du championnat. Cette année, González remporte les 24 Heures du Mans.
Au niveau national, le championnat de Formule libre attire les grands noms argentins. En 1963, la réglementation de Formule 1 est adoptée dans la compétition, jusqu'en 1979.
Les retraites progressives de Fangio et González marque la fin de l'âge d'or argentin dans les compétitions mondiales. Carlos Menditéguy obtient quelques bons résultats, mais ne remplace pas les deux vétérans.

### La dernière partie duXXesiècle

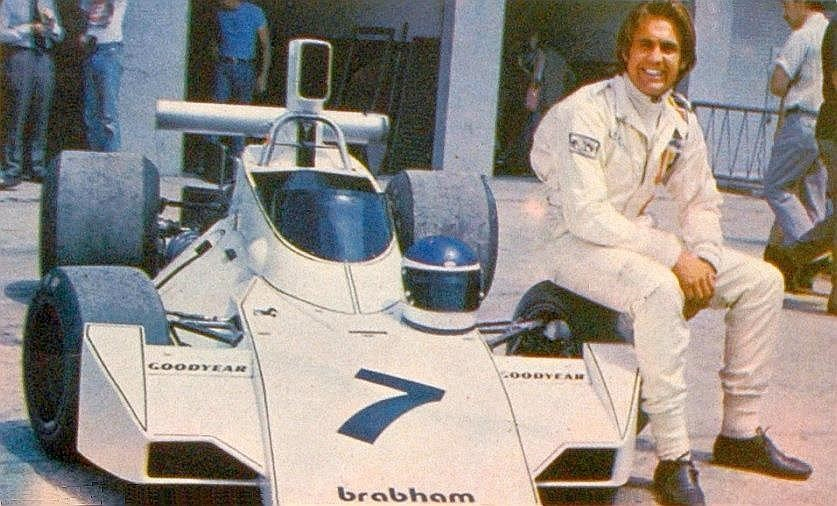
Carlos Reutemann en 1974

Il faut attendre les années 1970, pour revoir un pilote argentin briller. En 1971, Carlos Reutemann devient vice-champion d'Europe de Formule 2. Promu en Formule 1 en 1952, il réalise la pole position dès son premier Grand Prix, chez lui en Argentine. Il obtient ses premiers podiums en 1973, et remporte en 1974 les Grands Prix d'Autriche et des États-Unis, 17 ans après la dernière victoire de Fangio. Sa carrière sera marquée par une deuxième place au classement final en 1981, et douze victoires. Il reste le dernier pilote argentin vainqueur d'un Grand Prix.
La dernière édition des 1 000 kilomètres de Buenos Aires se tient en 1972. Au cours des années 1970, l'Argentine organise d'avantage des courses de rallyes, dont le championnat du monde est créé en 1973. La première édition du rallye d'Argentine a lieu en 1979. Jorge Recalde remporte l'épreuve nationale à deux reprises, et reste le seul Argentin à remporter un rallye en championnat du monde.
En 1982, les associations sud-américaines sont regroupées au sein de la CODASUR, sous l'égide de la FIA. Les compétitions de F2, F3 et de tourisme organisées dès la création de la fédération permettent à des pilotes argentins tels Guillermo Maldonado, Gabriel Furlan et Oscar Larrauri de briller.
En 1998 se tient le dernier Grand Prix d'Argentine, malgré la volonté locale d'en organiser, en lien avec des problèmes financiers ne permettant pas de mettre aux nouvelles normes de sécurité. Les derniers pilotes argentins à participer au championnat du monde de Formule 1 dans cette fin de siècle sont Esteban Tuero en 1998 et Gastón Mazzacane en 2000 et 2001. Malgré de bons résultats dans les catégories inférieures ils déçoivent lors de leurs participations.
En endurance, Juan Manuel Fangio II (neveu de Fangio) remporte à deux reprises le championnat IMSA GT en 1996 et 1997.

### LeXXIesiècle
De 2009 à 2019, le Rallye Dakar se dispute en Amérique du Sud. Jusqu'en 2018, le rallye traverse l'Argentine.
Dans le Championnat du monde des voitures de tourisme, José María López remporte le titre de champion du monde en 2014, 2015 et 2016. Participant aux 24 Heures du Mans depuis 2017 dans l'écurie Toyota, il remporte la course en 2021, et le titre de champion du monde d'endurance en 2020 et 2021.
Une épreuve de monoplace, le ePrix de Buenos Aires, marque le retourne d'une compétition mondiale de monoplace en Argentine de 2015 à 2017.
En 2018, Agustín Canapino (en) reçoit le Prix Olimpia (es) récompensant l'athlète argentin le plus remarquable de l'année. Il est avec Juan Manuel Fangio, qui avait remporté la première édition en 1954, le seul pilote automobile récompensé. En 2023, il participe à l'IndyCar Series, succédant à Juan Manuel Fangio II qui avait participé aux championnats 1996 et 1997 de Champ Car.
En 2024, Franco Colapinto participe au championnat du monde de Formule 1, remplaçant en cours de saison l'Américain Logan Sargeant. Au cours des neuf cours auxquels il participe, il parvient à rentrer dans les points, une première pour un pilote argentin depuis Reutemann. L'année suivante, après avoir été inscrit en tant que pilote de réserve, il redevient titulaire à partir de la 7e manche.

## Circuits majeurs
De nombreux différents circuits ont été utilisés au cours du temps pour différentes compétitions du sport automobile, rendant célèbres notamment : 
- Autódromo Juan y Oscar Gálvez, anciennement Autódromo Municipal de Buenos Aires jusqu'en 1989

## Palmarès

### Pilotes argentins champions du monde

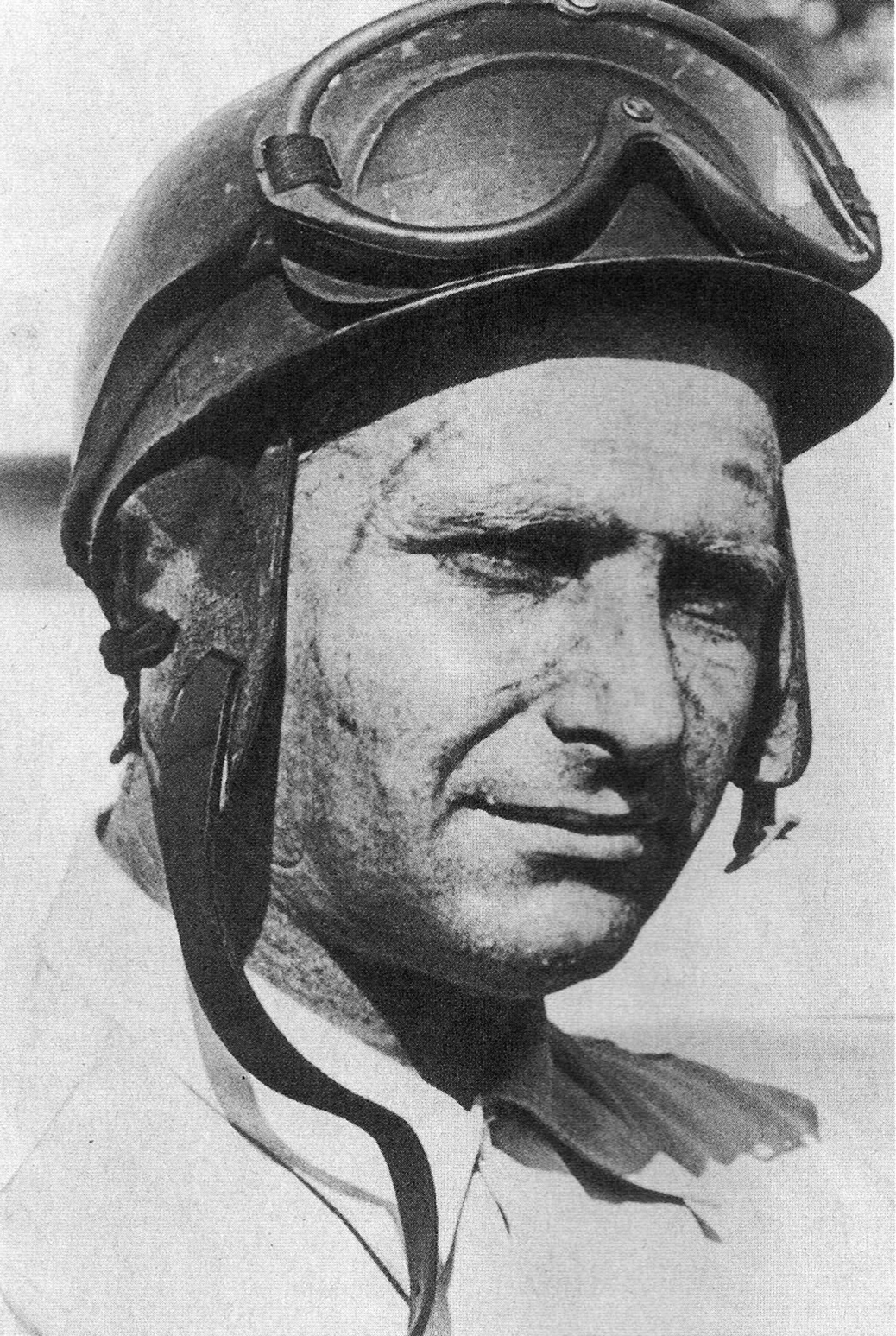
Juan Manuel Fangio : cinq fois champion du monde de Formule 1
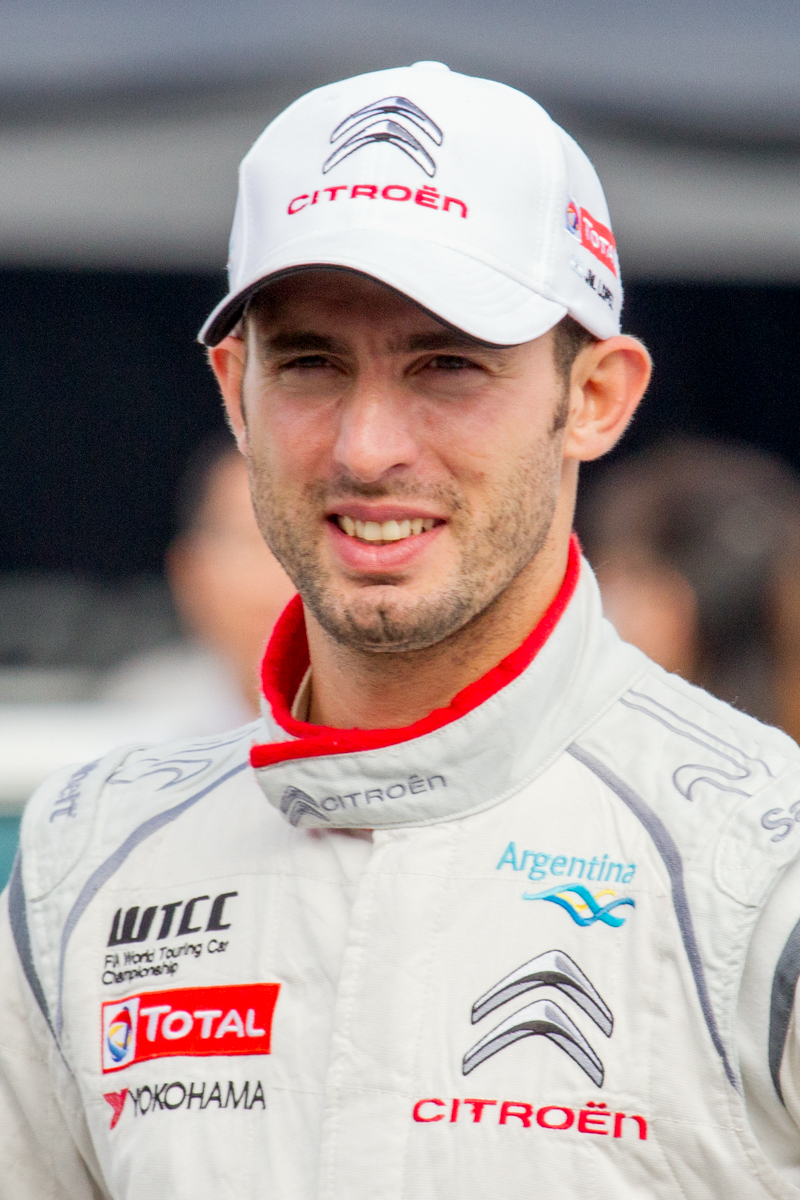
José María López : cinq fois champion dans deux catégories différentes

- Championnat du monde Formule 1
  - Juan Manuel Fangio : cinq titres en 1951, 1954, 1955, 1956, 1957
- Championnat du monde des voitures de tourisme
  - José María López : trois titres en 2014, 2015 et 2016
- Championnat du monde d'endurance
  - José María López : deux titres en 2020 et 2021

### Pilotes argentins vainqueurs d'une coupe du monde ou série internationale
- Championnat IMSA GT
  - Juan Manuel Fangio II : deux titres de 1992 et 1993